# Sainte-Foy, Vendée

Sainte-Foy este o comună în departamentul Vendée, Franța. În 2009 avea o populație de 1,812 de locuitori.